# Filip Apelstav
Filip Apelstav (* 19. September 1971 in Göteborg) ist ein ehemaliger schwedischer Fußballspieler. Der Abwehrspieler bestritt seine Karriere in Schweden, Norwegen und China.

## Werdegang
Apelstav entstammt der Jugend des Göteborger Klubs Västra Frölunda IF, bei dem er Ende der 1980er in die Wettkampfmannschaft aufrückte. Nach dem Abstieg in die zweite Liga 1989 spielte er mit der Mannschaft um den Wiederaufstieg in die Allsvenskan, parallel spielte er sich in die schwedische U-20-Nationalmannschaft. 1991 kehrte er mit dem Verein in die erste Spielklasse zurück, in der er als Stammspieler agierte. Mit der Auswahlmannschaft nahm er an der Junioren-Weltmeisterschaft 1991 in Portugal teil, bestritt aber nur eine Partie und schied mit der Mannschaft in der Vorrunde aus. Erfolgreicher verlief es für ihn in der U-21-Mannschaft, mit der er an der Seite von Jonny Rödlund, Niclas Alexandersson, Niklas Gudmundsson und Håkan Mild bei der U-21-Europameisterschaft 1992 nach einer 0:2-Hinspielniederlage trotz einen 1:0-Rückspielerfolges durch ein Tor von Pascal Simpson gegen Italien Vizeeuropameister wurde und sich für die Olympischen Spiele 1992 qualifizierte. Unter Auswahltrainer Nils Andersson war er jedoch auch bei diesem Turnier zweite Wahl, bis zum Ausscheiden im Viertelfinale hatte er erneut nur ein Spiel in der Gruppenphase bestritten.
Mit seinem Klub Västra Frölunda IF kämpfte Apelstav regelmäßig gegen den Abstieg. 1994 musste er mit der Mannschaft in der Relegation antreten, gegen Umeå FC reichte jedoch ein 2:0-Hinspielerfolg zum Klassenerhalt, da man sich auf fremdem Platz 0:0-Unentschieden trennte. Am Ende der Spielzeit 1995 stieg er mit dem Klub als Tabellenletzter ab, daraufhin zog er zum IFK Norrköping weiter. Nach drei Spielzeiten, die jeweils im mittleren Tabellenbereich beendet wurden, zog es ihn ins Ausland nach Norwegen.
Bei Kongsvinger IL kam Apelstav unregelmäßig zum Zug, zum Ende der Spielzeit 1999 stieg der Verein aus der Tippeligaen ab. Daraufhin versuchte er sich in China bei den Zweitligisten Pudong 8848 und Zhejiang Greentown, ehe er im Sommer 2001 wieder nach Norwegen zurückkehrte. Nach einer Halbserie bei Sogndal Fotball wechselte er abermals zum IFK Norrköping. Mit dem Verein stieg er am Ende der Spielzeit 2002 in die Superettan ab, wo er noch zwei Spielzeiten auflief. Anschließend ließ er bei IK Sleipner seine Laufbahn ausklingen.